# Exochopyge phoenicia
Exochopyge phoenicia är en mångfotingart som beskrevs av Hoffman 2005. Exochopyge phoenicia ingår i släktet Exochopyge och familjen Gomphodesmidae. Inga underarter finns listade i Catalogue of Life.